# Об'єднання громад (Німеччина)

Адміністративний поділ Німеччини

Об'є́днання грома́д (нім. Gemeindeverband) — один із найнижчих рівнів адміністративного поділу Німеччини, що існує в тому чи іншому вигляді в більшості федеральних земель країни та передбачений Основним законом ФРН. Це об'єднання двох або більше сусідніх, зазвичай невеликих, громад одного району. Утворюються згідно з законодавством відповідної федеральної землі, є суб'єктами права, мають власні керівні органи та законодавчо визначений перелік функцій.

## Різновиди
Об'єднання громад мають різні назви залежно від федеральної землі, в якій вони створені:
- Бранденбург,  Мекленбург-Передня Померанія,  Шлезвіг-Гольштейн — служба, або управління (нім. Amt)
- Баден-Вюртемберг — комунальна спілка громад (нім. Gemeindeverwaltungsverband)
- Баварія,  Тюрингія — адміністративна спільнота, або управлінська спілка (нім. Verwaltungsgemeinschaft)
- Саксонія — адміністративна спілка (нім. Verwaltungsverband)
- Рейнланд-Пфальц,  Саксонія-Ангальт — об'єднана громада (нім. Verbandsgemeinde)
- Нижня Саксонія — збірна громада (нім. Samtgemeinde)

## Керівні органи
Керівництво об'єднанням громад здійснює мер, яким нерідко є мер однієї з громад, що входять до об'єднання, а також рада об'єднання та виконавчий комітет.

## Повноваження
До типових повноважень об'єднань громад зазвичай належать:
- планування використання земель;
- водовідведення;
- будівництво і обслуговування доріг місцевого значення;
- організація початкової освіти;
- забезпечення діяльності публічних бібліотек та спортивних майданчиків;
- забезечення функціонування кладовищ;
- пожежна охорона.

## Виноски
- Основний закон ФРН (нім.)
- Закон Вільної держави Баварії про управління громад (нім.)